# Primera División 2006-2007 (Spagna)
La Primera División 2006-2007 è stata la 76ª edizione della massima serie del campionato spagnolo di calcio, disputato tra il 26 agosto 2006 e il 17 giugno 2007 e concluso con la vittoria del Real Madrid, al suo trentesimo titolo.
Capocannoniere del torneo è stato Ruud van Nistelrooij (Real Madrid) con 25 reti.

## Stagione
Il Real Madrid, allenato da Fabio Capello, vinse il titolo dopo una strepitosa rimonta sul Barcellona: le due squadre chiusero il campionato a pari punti (76), ma i blancos si laurearono Campioni di Spagna grazie ai risultati negli scontri diretti, che si conclusero con una vittoria casalinga del Real per 2-0 e un pareggio per 3-3.
Avvincente fu la lotta per il vertice, con il Real Madrid che, a scapito di un gioco non sempre spettacolare, ottenne diversi punti nei minuti finali, o con rimonte sofferte. Pirotecnica fu la 37ª giornata, in cui all'88º minuto il Real Madrid era in svantaggio 2-1 contro il Real Saragozza e il Barcellona in vantaggio 2-1 sull'Espanyol. Ma le marcature congiunte di questi ultimi e dei madrileni, entrambe all'89º minuto, portarono i risultati sul 2-2, permettendo al Real di tornare in testa alla classifica, quando fino a pochi minuti dalla fine il vantaggio dei blaugrana era di 3 punti.

## Squadre partecipanti
| Club                | Stagione | Città            | Stadio                        | Stagione precedente                    |
| ------------------- | -------- | ---------------- | ----------------------------- | -------------------------------------- |
| Athletic Bilbao     | dettagli | Bilbao           | San Mamés                     | 12º posto in Primera División          |
| Atlético Madrid     | dettagli | Madrid           | Vicente Calderón              | 10º posto in Primera División          |
| Barcellona          | dettagli | Barcellona       | Camp Nou                      | 1º posto in Primera División           |
| Real Betis          | dettagli | Siviglia         | Manuel Ruiz de Lopera         | 14º posto in Primera División          |
| Celta Vigo          | dettagli | Vigo             | Estadio Balaídos              | 6º posto in Primera División           |
| Deportivo La Coruña | dettagli | La Coruña        | Riazor                        | 8º posto in Primera División           |
| Espanyol            | dettagli | Barcellona       | Estadi Olímpic Lluís Companys | 15º posto in Primera División          |
| Getafe              | dettagli | Getafe           | Coliseum Alfonso Pérez        | 9º posto in Primera División           |
| Gimnàstic           | dettagli | Tarragona        | Nou Estadi                    | 2º posto in Segunda División, promosso |
| Levante             | dettagli | Valencia         | Ciutat de València            | 3º posto in Segunda División, promosso |
| Maiorca             | dettagli | Palma di Maiorca | Son Moix                      | 13º posto in Primera División          |
| Osasuna             | dettagli | Pamplona         | Estadio Reyno de Navarra      | 4º posto in Primera División           |
| Racing Santander    | dettagli | Santander        | El Sardinero                  | 17º posto in Primera División          |
| Real Madrid         | dettagli | Madrid           | Santiago Bernabéu             | 2º posto in Primera División           |
| Real Saragozza      | dettagli | Saragozza        | La Romareda                   | 11º posto in Primera División          |
| Real Sociedad       | dettagli | San Sebastián    | Anoeta                        | 16º posto in Primera División          |
| Recreativo Huelva   | dettagli | Huelva           | Nuevo Colombino               | 1º posto in Segunda División, promosso |
| Siviglia            | dettagli | Siviglia         | Ramón Sánchez Pizjuán         | 5º posto in Primera División           |
| Valencia            | dettagli | Valencia         | Mestalla                      | 3º posto in Primera División           |
| Villarreal          | dettagli | Vila-real        | El Madrigal                   | 7º posto in Primera División           |

## Classifica finale
|       | Pos. | Squadra             | Pt | G  | V  | N  | P  | GF | GS | DR  |
| ----- | ---- | ------------------- | -- | -- | -- | -- | -- | -- | -- | --- |
|       | 1.   | Real Madrid         | 76 | 38 | 23 | 7  | 8  | 66 | 40 | +26 |
|       | 2.   | Barcellona          | 76 | 38 | 22 | 10 | 6  | 78 | 33 | +45 |
|       | 3.   | Siviglia            | 71 | 38 | 21 | 8  | 9  | 64 | 35 | +29 |
|       | 4.   | Valencia            | 66 | 38 | 20 | 6  | 12 | 57 | 42 | +15 |
|       | 5.   | Villarreal          | 62 | 38 | 18 | 8  | 12 | 48 | 44 | +4  |
|       | 6.   | Real Saragozza      | 60 | 38 | 16 | 12 | 10 | 55 | 43 | +12 |
|       | 7.   | Atlético Madrid     | 60 | 38 | 17 | 9  | 12 | 46 | 39 | +7  |
|       | 8.   | Recreativo Huelva   | 54 | 38 | 15 | 9  | 14 | 54 | 52 | +2  |
| [ 2 ] | 9.   | Getafe              | 52 | 38 | 14 | 10 | 14 | 39 | 33 | +6  |
|       | 10.  | Racing Santander    | 50 | 38 | 12 | 14 | 12 | 42 | 48 | -6  |
|       | 11.  | Espanyol            | 49 | 38 | 12 | 13 | 13 | 46 | 53 | -7  |
|       | 12.  | Maiorca             | 49 | 38 | 14 | 7  | 17 | 41 | 47 | -6  |
|       | 13.  | Deportivo La Coruña | 47 | 38 | 12 | 11 | 15 | 32 | 45 | -13 |
|       | 14.  | Osasuna             | 46 | 38 | 13 | 7  | 18 | 51 | 49 | +2  |
|       | 15.  | Levante             | 42 | 38 | 10 | 12 | 16 | 37 | 53 | -16 |
|       | 16.  | Real Betis          | 40 | 38 | 8  | 16 | 14 | 36 | 49 | -13 |
|       | 17.  | Athletic Bilbao     | 40 | 38 | 10 | 10 | 18 | 44 | 62 | -18 |
|       | 18.  | Celta Vigo          | 39 | 38 | 10 | 9  | 19 | 40 | 59 | -19 |
|       | 19.  | Real Sociedad       | 35 | 38 | 8  | 11 | 19 | 32 | 47 | -15 |
|       | 20.  | Gimnàstic           | 28 | 38 | 7  | 7  | 24 | 34 | 69 | -35 |

Legenda:
      Campione di Spagna e qualificata alla prima fase a gironi della UEFA Champions League 2007-2008.
      Qualificata alla prima fase a gironi della UEFA Champions League 2007-2008.
      Qualificate al terzo turno di qualificazione della UEFA Champions League 2007-2008.
      Qualificate al primo turno di Coppa UEFA 2007-2008.
      Ammesse al terzo turno di Coppa Intertoto 2007.
      Retrocesse in Segunda División 2007-2008.
Regolamento:
Tre punti a vittoria, uno a pareggio, zero a sconfitta.
In caso di arrivo di due o più squadre a pari punti, la graduatoria verrà stilata secondo la classifica avulsa tra le squadre interessate che prevede, in ordine, i seguenti criteri:
- Punti negli scontri diretti.
- Differenza reti negli scontri diretti.
- Regola dei gol fuori casa negli scontri diretti.
- Differenza reti generale.
- Reti realizzate in generale.
- Posizione nella classifica fair-play.

Note:
Il Real Madrid vinse il campionato grazie agli scontri diretti favorevoli nei confronti del Barcellona.

### Squadra campione
| Formazione tipo (4-2-3-1) | Giocatori (presenze)      |
| --- | ------------------------- |
| Casillas Ramos Helguera Cannavaro Roberto Carlos Emerson Diarra Guti Raúl Van Nistelrooy Robinho | Iker Casillas (38)        |
| Casillas Ramos Helguera Cannavaro Roberto Carlos Emerson Diarra Guti Raúl Van Nistelrooy Robinho | Sergio Ramos (33)         |
| Casillas Ramos Helguera Cannavaro Roberto Carlos Emerson Diarra Guti Raúl Van Nistelrooy Robinho | Iván Helguera (23)        |
| Casillas Ramos Helguera Cannavaro Roberto Carlos Emerson Diarra Guti Raúl Van Nistelrooy Robinho | Fabio Cannavaro (32)      |
| Casillas Ramos Helguera Cannavaro Roberto Carlos Emerson Diarra Guti Raúl Van Nistelrooy Robinho | Roberto Carlos (23)       |
| Casillas Ramos Helguera Cannavaro Roberto Carlos Emerson Diarra Guti Raúl Van Nistelrooy Robinho | Emerson (28)              |
| Casillas Ramos Helguera Cannavaro Roberto Carlos Emerson Diarra Guti Raúl Van Nistelrooy Robinho | Mahamadou Diarra (33)     |
| Casillas Ramos Helguera Cannavaro Roberto Carlos Emerson Diarra Guti Raúl Van Nistelrooy Robinho | Raúl (35)                 |
| Casillas Ramos Helguera Cannavaro Roberto Carlos Emerson Diarra Guti Raúl Van Nistelrooy Robinho | Guti (30)                 |
| Casillas Ramos Helguera Cannavaro Roberto Carlos Emerson Diarra Guti Raúl Van Nistelrooy Robinho | Robinho (32)              |
| Casillas Ramos Helguera Cannavaro Roberto Carlos Emerson Diarra Guti Raúl Van Nistelrooy Robinho | Ruud van Nistelrooy (37)  |
| Casillas Ramos Helguera Cannavaro Roberto Carlos Emerson Diarra Guti Raúl Van Nistelrooy Robinho | Allenatore: Fabio Capello |
| Altri giocatori: José Antonio Reyes (30), David Beckham (23), Gonzalo Higuaín (19), Miguel Torres (18), Míchel Salgado (16), Fernando Gago (13), Álvaro Mejía (9), Raúl Bravo (8), Antonio Cassano (7), Cicinho (7), Rubén de la Red (7), Ronaldo (7), Marcelo (6), Miguel Ángel Nieto (2). |                           |

## Statistiche

### Squadre

#### Capoliste solitarie
|    | —— | —— | —— | —— | ——  | —— | ——  | ——  | ——         | ——         | ——         | ——         | ——         | ——  | ——       | ——       | ——       | ——         | ——         | ——         | ——         | ——  | ——  | ——  | ——  | ——  | ——         | ——         | ——         | ——         | ——         | ——         | ——  | ——  | ——  | ——  | ——  | —— |  |
|    |    |    |    |    | Bar |    | Bar | Siv | Barcellona | Barcellona | Barcellona | Barcellona | Barcellona |     | Siviglia | Siviglia | Siviglia | Barcellona | Barcellona | Barcellona | Barcellona |     | Bar | Siv |     |     | Barcellona | Barcellona | Barcellona | Barcellona | Barcellona | Barcellona |     |     |     |     |     |    |  |
|    |    |    |    |    |     |    |     |     |            |            |            |            |            |     |          |          |          |            |            |            |            |     |     |     |     |     |            |            |            |            |            |            |     |     |     |     |     |    |  |
|    |    |    |    |    |     |    |     |     |            |            |            |            |            |     |          |          |          |            |            |            |            |     |     |     |     |     |            |            |            |            |            |            |     |     |     |     |     |    |  |
| 1ª | 2ª | 3ª | 4ª | 5ª | 6ª  | 7ª | 8ª  | 9ª  | 10ª        | 11ª        | 12ª        | 13ª        | 14ª        | 15ª | 16ª      | 17ª      | 18ª      | 19ª        | 20ª        | 21ª        | 22ª        | 23ª | 24ª | 25ª | 26ª | 27ª | 28ª        | 29ª        | 30ª        | 31ª        | 32ª        | 33ª        | 34ª | 35ª | 36ª | 37ª | 38ª |    |  |

#### Primati stagionali
- Maggior numero di vittorie: Real Madrid (23)
- Minor numero di sconfitte: Barcellona (6)
- Miglior attacco: Barcellona (78 gol segnati)
- Miglior difesa: Barcellona e Getafe (33 gol subiti)
- Miglior differenza reti: Barcellona (+45)
- Maggior numero di pareggi: Betis (16)
- Minor numero di pareggi: Valencia (6)
- Minor numero di vittorie: Gimnastic (7)
- Maggior numero di sconfitte: Gimnastic (24)
- Peggior attacco: Deportivo La Coruna e Real Sociedad (32 gol segnati)
- Peggior difesa: Gimnastic (69 gol subiti)
- Peggior differenza reti: Gimnastic (-35)

### Individuali

#### Classifica marcatori
| Gol |  |  | Giocatore               | Squadra           |
| --- |  |  | ----------------------- | ----------------- |
| 25  |  |  | Ruud van Nistelrooij    | Real Madrid       |
| 23  |  |  | Diego Milito            | Real Saragozza    |
| 21  |  |  | Frédéric Kanouté        | Siviglia          |
| 21  |  |  | Ronaldinho              | Barcellona        |
| 19  |  |  | Diego Forlán            | Villareal         |
| 15  |  |  | Fernando Baiano         | Celta Vigo        |
| 15  |  |  | David Villa             | Valencia          |
| 15  |  |  | Raúl Tamudo             | Espanyol          |
| 14  |  |  | Fernando Torres         | Atlético Madrid   |
| 14  |  |  | Lionel Messi            | Barcellona        |
| 12  |  |  | Florent Sinama-Pongolle | Recreativo Huelva |
| 12  |  |  | Fernando Morientes      | Valencia          |
| 11  |  |  | Samuel Eto'o            | Barcellona        |